# Festuca decolorata
Festuca decolorata är en gräsart som beskrevs av Markgr.-dann. Festuca decolorata ingår i släktet svinglar, och familjen gräs. Inga underarter finns listade i Catalogue of Life.